# قلعه صمیمی
قلعه صمیمی مربوط به دوره قاجار است و در رامهرمز، خیابان امت، کوچه دانشگاه پیام نور واقع شده و این اثر در تاریخ ۲۳ شهریور ۱۳۸۲ با شمارهٔ ثبت ۹۹۵۶ به‌عنوان یکی از آثار ملی ایران به ثبت رسیده است.